# Hydra oregona
Hydra oregona is een hydroïdpoliep uit de familie Hydridae. De poliep komt uit het geslacht Hydra. Hydra oregona werd in 1939 voor het eerst wetenschappelijk beschreven door Griffin & Peters. 